# Kleszczyński (herb szlachecki)

Herb Kleszczyński I

Herb Kleszczyński II

Herb Kleszczyński III

Kleszczyński (Klesczyński, Putkamer-Kleszczyński, Gryf odmienny) – herb szlachecki używany przez rodzinę pochodzącą z Pomorza. Herb własny rodziny Kleszczyńskich, wywodzącej się od Putkamerów, odmiana herbu Gryf.

## Opis herbu
Znane są przynajmniej trzy warianty tego herbu. Opisy zgodnie z klasycznymi zasadami blazonowania.
Kleszczyński I: W polu czerwonym gryf wspięty srebrny, trzymający w prawej łapie krzyż łaciński złoty. Klejnot: nad hełmem w koronie dwie siekiery czarne skrzyżowane, za którymi budynek szary (bróg?), z trzema piórami strusimi na dachu. Labry: czerwonr, podbite srebrem.
Kleszczyński II: Inny klejnot: dach złoty na czterech słupach srebrnych, na którym trzy pióra strusie pomiędzy dwiema siekierami srebrnymi zwróconymi na zewnątrz.
Kleszczyński III: Inny klejnot: trzy pióra strusie, srebrne między czerwonymi, pomiędzy dwiema siekierami srebrnymi w wachlarz ostrzami na zewnątrz.

## Najwcześniejsze wzmianki
Herb przynależał gałęzi rodziny Putkamerów herbu Putkamer ze wsi Kleszczyniec. Z rodziny tej Maciej Kleszczyński, poddany polski z Prus Królewskich, służył w polskim wojsku w czasie potopu szwedzkiego w 1657 roku, odpierał najazd Rakoczego i walczył z wojskami moskiewskimi w 1659 roku i dostał się wówczas do niewoli. Powróciwszy z niewoli stracił szlachectwo parając się zajęciami mieszczańskimi. Następnie ponownie służył w wojsku: w wojnie z Turcją w 1683 roku, wyprawie wiedeńskiej i walkach pod Kamieńcem. W uznaniu zasług Maciej Kleszczyński otrzymał 3 czerwca 1685 roku odnowienie szlachectwa i indygenat z nowym herbem, różniącym się od herbu rodowego Putkamerów, ale doń nawiązujący. Wariant oznaczony jako Kleszczyński I to rekonstrukcja wizerunku herbu na podstawie opisu z oblaty dokumentu indygenatu z 1687 roku. Opublikował ją Ostrowski (Księga herbowa rodów polskich, 1897, 1906) za tzw. "Nowym Siebmacherem" (Der Adel des Königreichs Preußen, 1906). Wariant II pochodzi z "Nowego Siebmachera" i również przytacza go Ostrowski. Wydaje się, że herby wymienione powyżej mają zniekształcone klejnoty. Krokiew i pas z oryginalnego herbu Putkamerów zinterpretowano jako prosty budynek z dwuspadowym dachem. Wariant III to wizerunek według opisu w oryginalnym dokumencie indygenatu, który z niewiadomych powodów różni się wyglądem klejnotu od wcześniej przytaczanej oblaty z 1687 roku.

## Herbowni
Jako herb własny herb ten przysługiwał tylko rodzinie Kleszczyńskich (Klesczyński, Putkamer-Kleszczyński).

### Rodzina Kleszczyńskich
Rodzina wywodząca się od opisanego wyżej Macieja Kleszczyńskiego, syna Michała Putkamera, osiadłego w Prusach Królewskich, który otrzymał polski indygenat w 1685 roku. Następnie Maciej nabył kolejne majątki w ziemi chełmińskiej w 1689 roku, które były w rękach jego potomków kilka następnych wieków. Z nich Łukasz Puttkamer-Kleszczyński był w latach 1739-53 ławnikiem ziemskim chełmińskim, zaś w 1730 roku posłem na sejm z tego województwa. Z jego trzech synów Antoni był posłem na sejm elekcyjny w 1764 roku, był szambelanem Stanisława Augusta, oraz składał przysięgę królowi pruskiemu w 1772 roku. Drugi syn, Wojciech, również był szambelanem królewskim, jego potomstwo osiadło w Królestwie polskim. Trzeci syn, Tadeusz, osiedlił się na Litwie.